# 2025年美國總統就職典禮
2025年美國總統就職典禮，官方名稱為第60屆美國總統就職典禮（英語：The 60th Presidential Inauguration），也稱為唐納德·特朗普第二次總統就職典禮，為第47任美国总统唐納·川普於2025年1月20日週一舉行的就職典禮。美國總統當選人唐納·川普與美国副总统當選人J·D·万斯在這天正式宣誓就職，標誌著二人領導的共和黨政府4年任期的開始。2025年1月17日到21日，首都華盛頓特區會根據傳統舉辦包括音樂會、宣誓儀式、午宴、游行、就職舞會、各宗教派別就職禱告儀式等就職活動。这次就职典礼的主题是“恢复信心”。
2025年1月17日，考量到天氣預報華盛頓當日最高氣溫只有攝氏零下5度、最低零下11度以及風寒效應對體感溫度的影響，特朗普宣布為因應嚴寒天氣將其就職典禮由美國國會大廈西側草坪轉移到國會大廈圓形大廳內舉行。這是自1985年1月21日第40任美國總統罗纳德·里根及第43任美國副總統乔治·赫伯特·沃克·布什的就職典禮以來再次於室內舉行。佩洛西等20多位民主党众议员未参加此次就职典礼。

## 背景
就职典礼标志着在2024年美国总统选举中当选的唐纳·川普正式结束总统过渡期并就任总统。川普自就职起凭借78岁7月6天的高龄，打破乔·拜登的纪录，成为上任时最年长的美国总统。
此典禮是川普正式開始第二屆也是最後一屆美國總統任期，是繼1893年的格羅弗·克里夫蘭第二次就職後美國歷史上第二位跨屆連任的總統，亦是特朗普繼2017年之後的第二次總統就職典禮。

## 规划

### 国会联合委员会
2024年5月，国会两院任命了一个就职典礼联合委员会，以监督就职平台和其他临时结构的建设，这些建筑预计将用于户外仪式和庆祝活动。
就职平台的建造仪式于2024年9月18日开始，美国参议员艾米·克罗布彻在开工仪式上敲入第一枚钉子，使用的钉子是由明尼苏达州铁矿加工制成。

### 维安部属

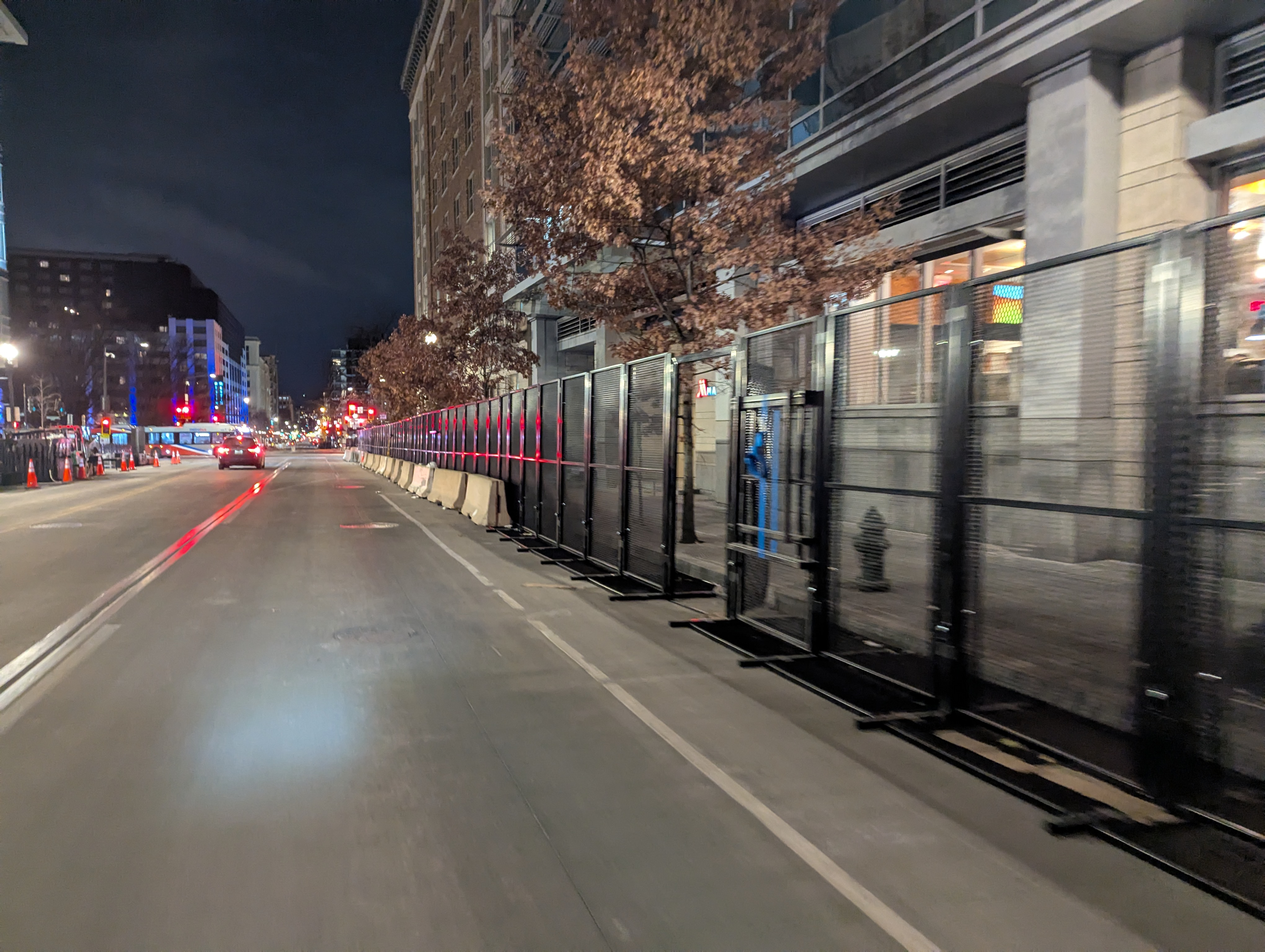
就职典礼前的华盛顿特区

2024年10月，美国国会警察进行了一次情报评估。结论是，一个激进组织“曾进行过大规模的非法示威活动，无论结果如何，都计划抗议就职典礼”，而其他抗议以色列-哈马斯战争的组织“几乎肯定会以就职典礼为目标”，无论美国总统大选的获胜者是谁。
参与策划仪式的机构包括美国国会警察局、华盛顿特区大都会警察局和美国公园警察局。24个州派出国民警卫队为选举人票认证和就职典礼提供保護。2025年1月17日，约8,000名国民警卫队士兵被任命为美国特别副法警，讓他们能在華盛頓DC執行警務。

### 就职委员会
2024年11月9日，特朗普宣布成立特朗普/万斯就职委员会，致力于规划就职活动。委员会联合主席是史蒂夫·维特科夫和前参议员凱莉·萊夫勒，他们是当选总统的长期朋友和支持者。

#### 捐款
美国各大科技公司的领导人承诺为就职典礼捐款和服务。OpenAI首席执行官萨姆·阿尔特曼的发言人表示，他将捐款100万美元。Meta负责人马克·扎克伯格也捐赠100万美元。
12月23日，福特汽车公司和通用汽车公司宣布将各捐赠100万美元并为总统就职典礼提供车队。

### 总统通迅
权力移交包括官方政府X帐号 @POTUS 和 @VP 的过渡。特朗普政府成员还接管了一些机构帐号，包括@WhiteHouse、第一夫人梅拉尼娅·特朗普的 @FLOTUS、第二夫人乌莎·万斯的 @SecondLady、白宫办公厅主任苏西·威尔斯的@WHCOS和白宫新闻秘书卡罗琳·莱维特的 @PressSec 。新的行政部门网站已初始化；前几届政府的网站存储在国家档案馆。

## 过程

### 准备

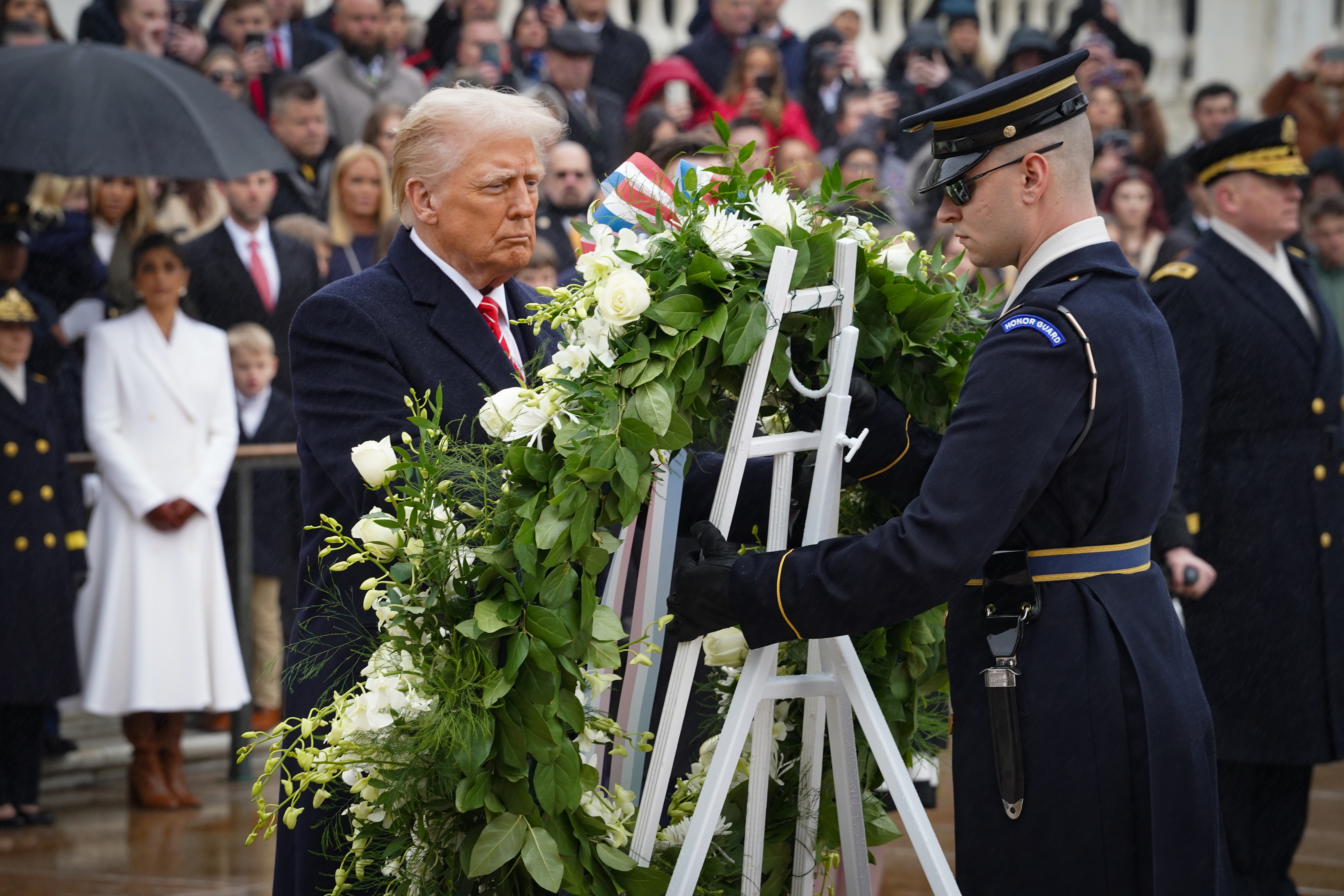
2025年1月19日，特朗普向无名烈士墓敬献花圈

1月19日上午，特朗普和万斯参观了阿灵顿国家公墓，他们在无名战士墓上献上了花圈。晚上，特朗普竞选团队在华盛顿特区的首都一号竞技场为支持者组织了一次集会。特朗普还表演了“特朗普舞”，歌曲《Y.M.C.A》的演唱团队也为特朗普唱歌。

### 就职日仪式

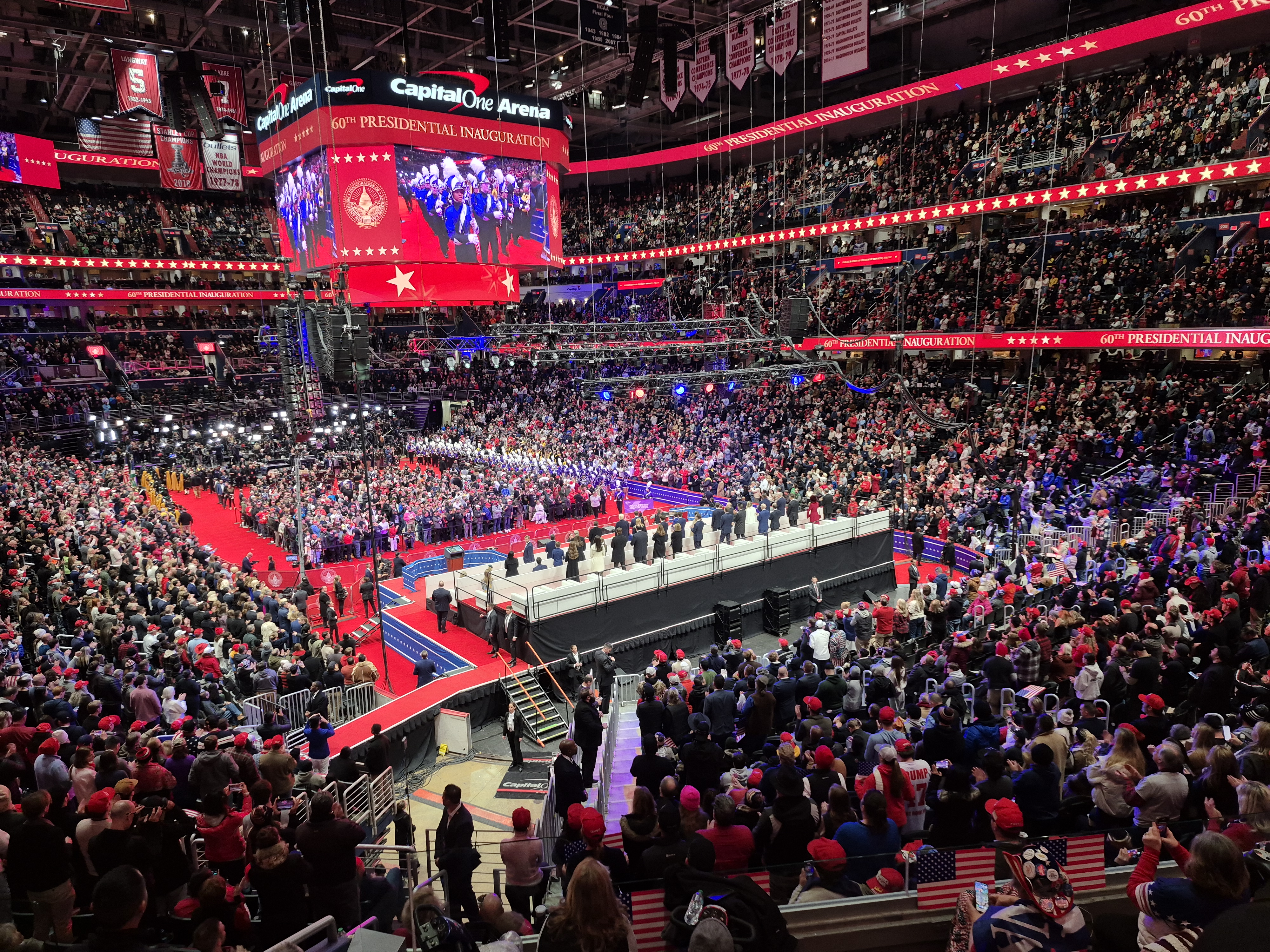
米德尔敦高中游行乐队在首都一号体育馆举行的室内总统就职游行活动中表演。

美国国会就职典礼联合委员会和国家公园管理局公布了2025年1月20日就职典礼的活动顺序，并附有详细的日程安排，可在典礼前查阅。

#### 贵客到来
1月20日上午9:55，特朗普和妻子梅拉尼娅到白宫会见总统乔·拜登与吉尔·拜登，之后在白宫内举行茶话会。依照传统，前後任总统会晤后，会共同乘坐总统车队豪华轿车前往国会大厦就职典礼。上午10:10，参加就职典礼的贵客陆续来到国会山，时任美国总统乔·拜登、时任美国副总统贺锦丽（曾是特朗普的主要对手）、前美国总统比尔·克林顿、乔治·W·布什和巴拉克·奥巴马（特朗普于2017年接替他）出席了就职典礼。前第一夫人希拉里·克林顿（特朗普的前对手）和劳拉·布什也出席了就职典礼，但前第一夫人米歇尔·奥巴马公开表示不会参加就职典礼。美国前副总统丹·奎尔和迈克·彭斯以及前第二夫人玛丽莲·奎尔也出席了就职典礼。纽约市长埃里克·亚当斯和媒体东主鲁珀特·默多克也出席了就职典礼。全球富豪榜中的伯纳德·阿诺特、德尔菲娜·阿诺特、谢尔盖·布林、埃隆·马斯克、杰夫·贝佐斯和马克·扎克伯格等商界人士出席了就职典礼。他们在活动中扮演着重要角色，与内阁提名人和民选官员等其他贵宾一起坐在讲台上。 。

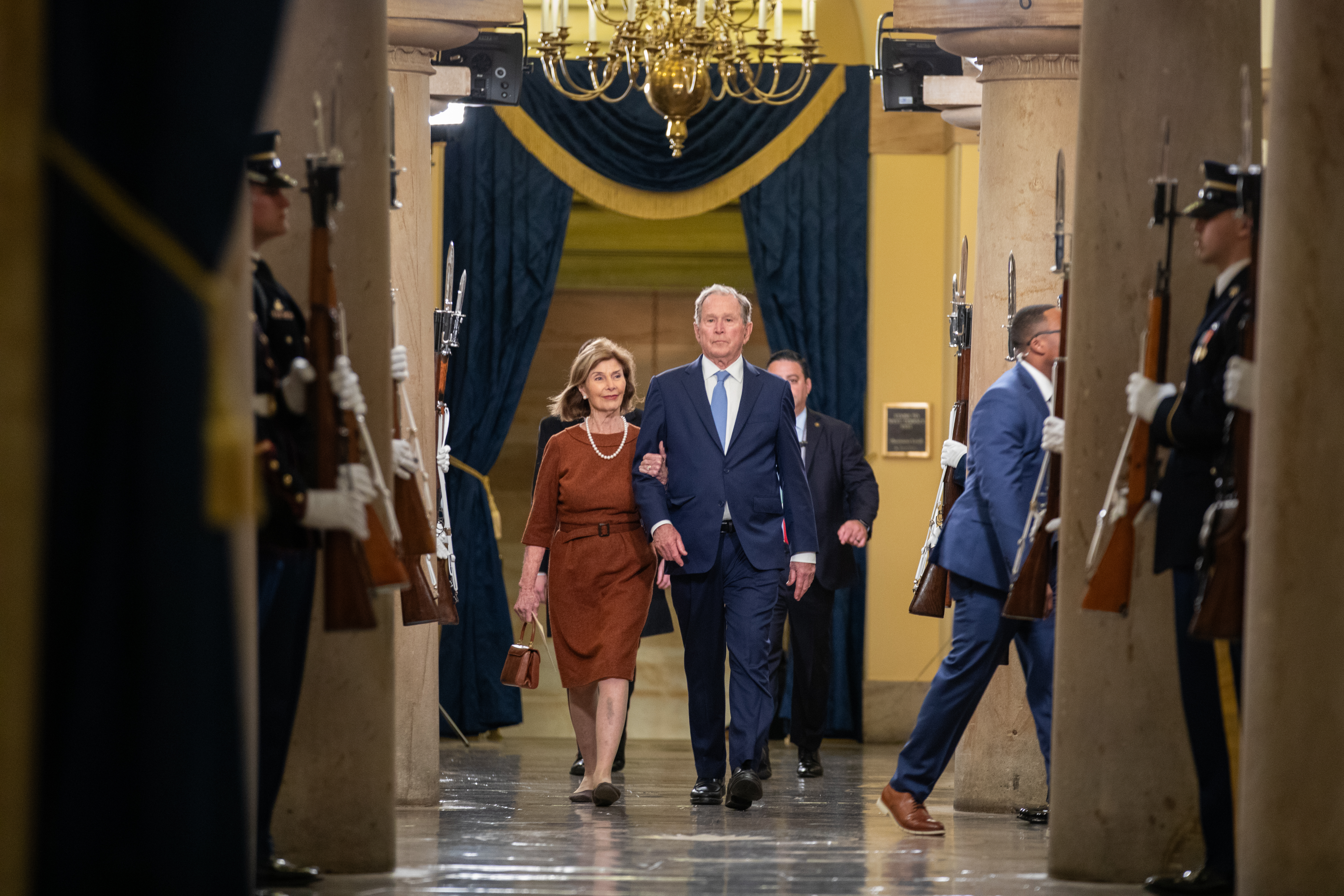
布什夫妇

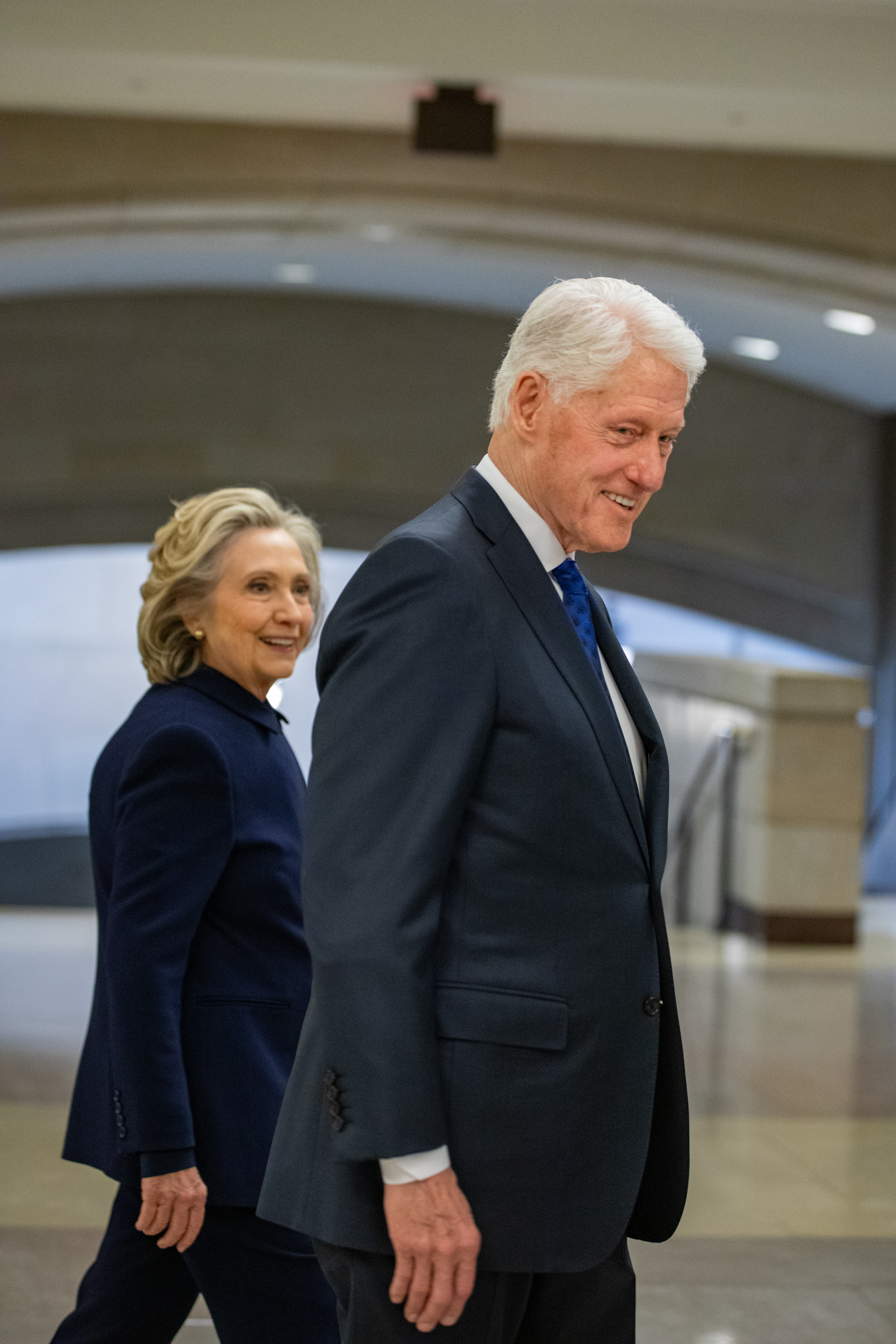
克林顿夫妇

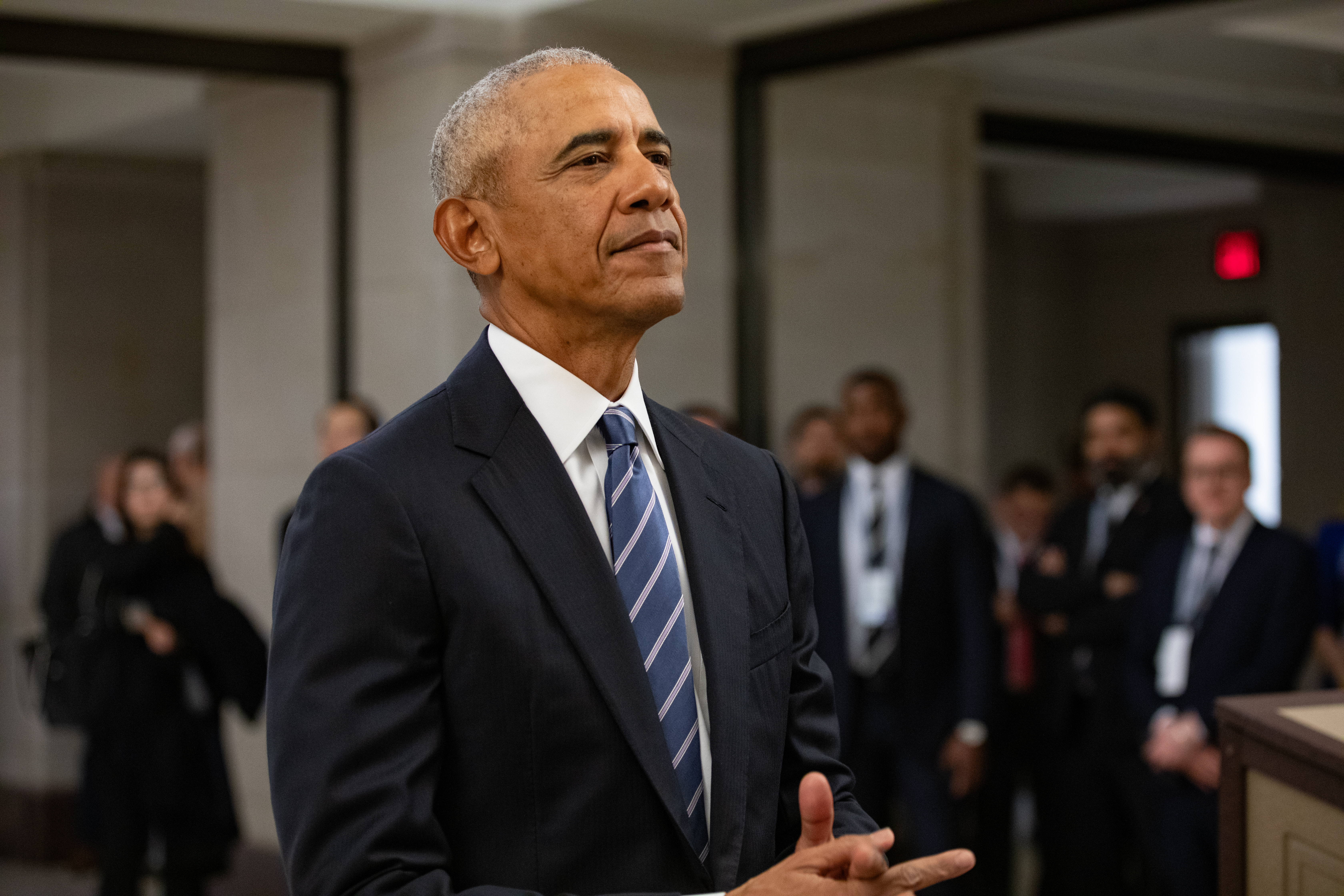
前总统奥巴马

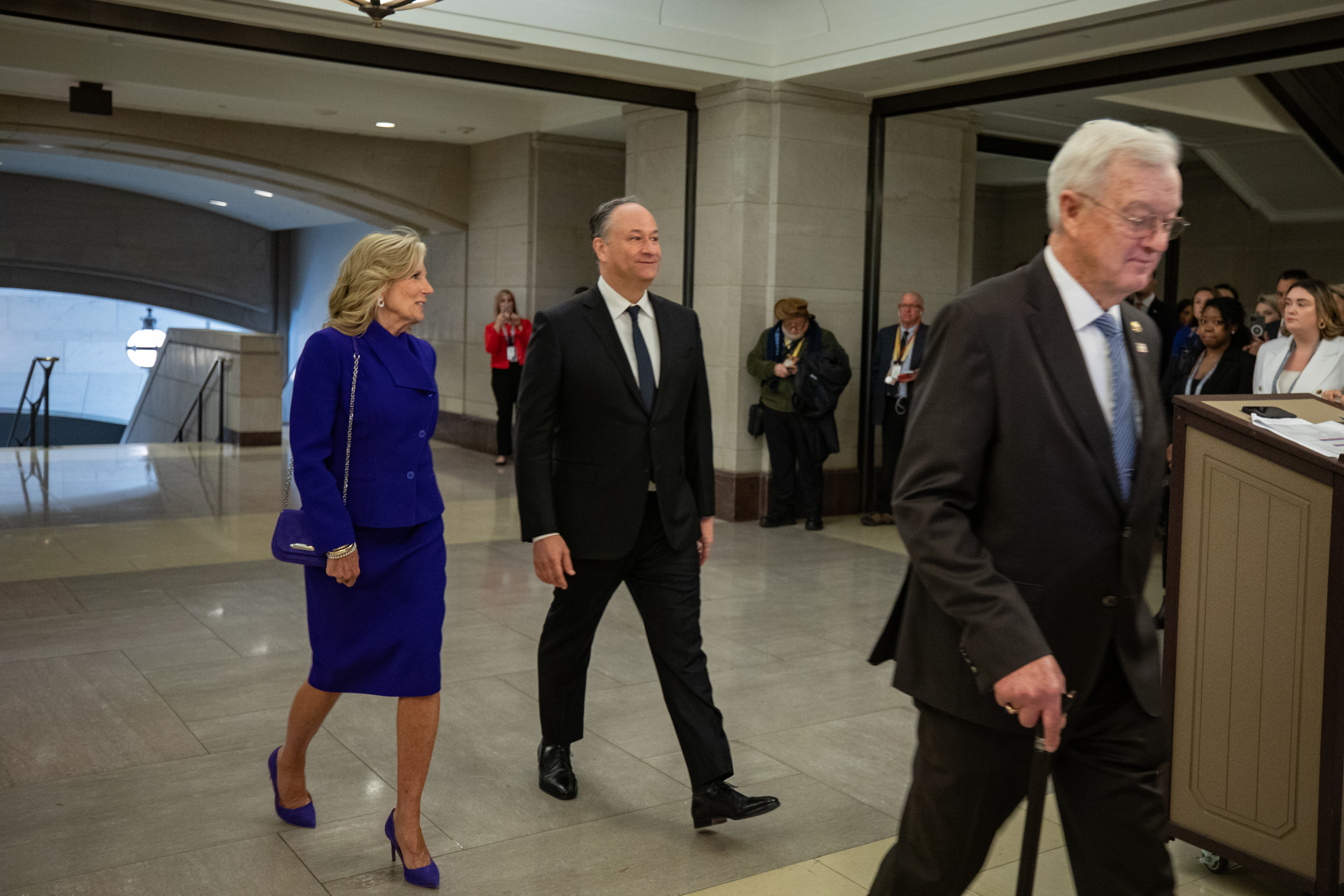
时任第一夫人吉尔·拜登和的第二先生任德龙

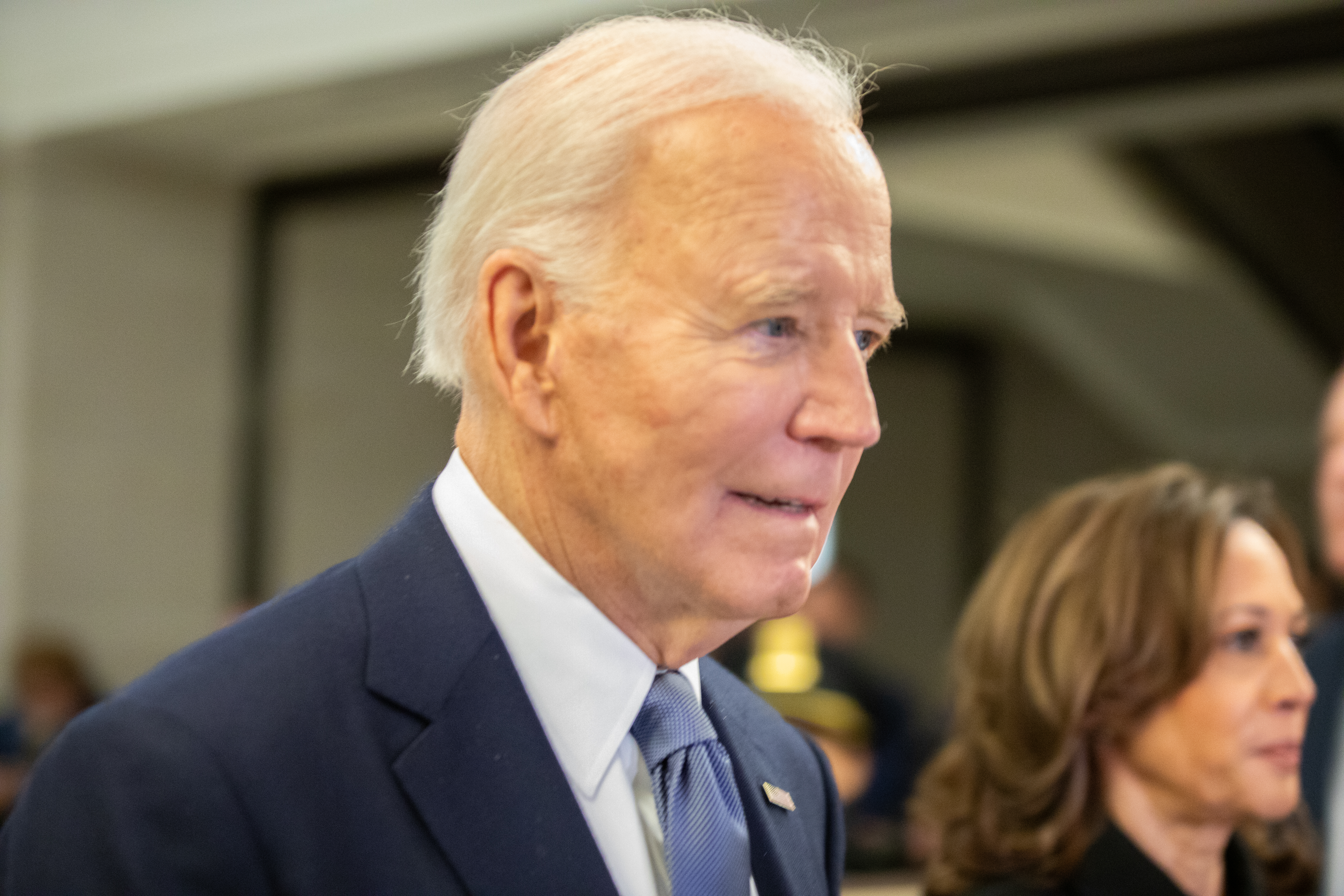
时任总统乔·拜登

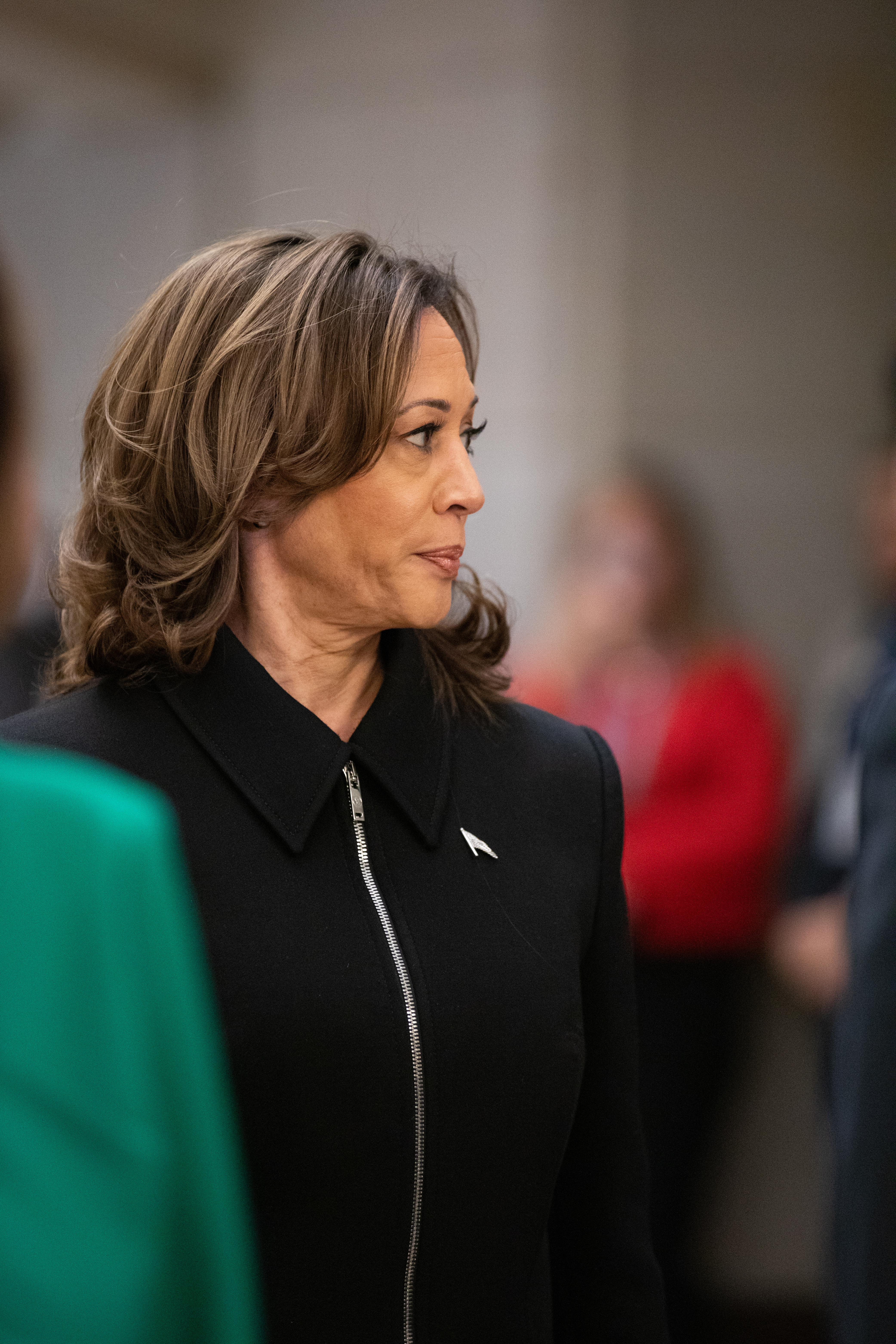
时任副总统賀錦麗

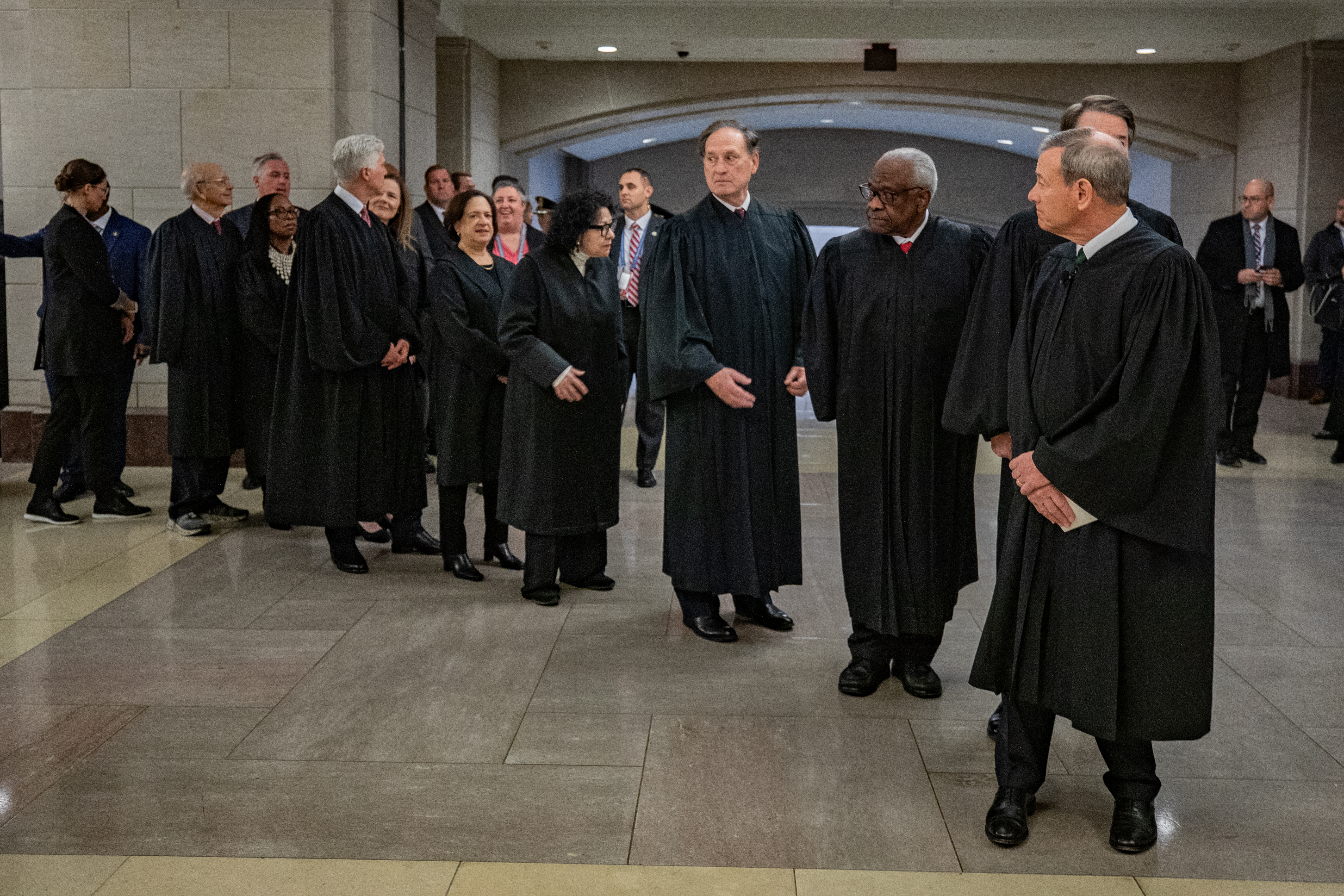
最高法院大法官一行

TikTok首席执行官周受资出席了就职典礼。Alphabet的桑达尔·皮查伊、苹果的蒂姆·库克、OpenAI的萨姆·阿尔特曼、Reliance的穆克什·安巴尼和Uber的达拉·科斯罗萨西也出席了此次活动。拉斯维加斯金沙集团老板米丽亚姆·阿德尔森也出席了仪式。

#### 宣誓就职
中午12点前后，总统当选人唐纳德·特朗普在首席大法官约翰·罗伯茨主持下宣誓就职总统；副总统当选人JD·万斯在大法官布雷特·卡瓦诺的主持下宣誓就职副总统。第一夫人梅拉尼娅·特朗普手持两本《圣经》（一本是特朗普童年时母亲所赠，另一本为亚伯拉罕·林肯在1861年宣誓时所用），让特朗普在背诵誓言时用左手放在上面，但他没有这样做。这只是一个传统；新任总统可以不把手放在《圣经》上。宣誓后，特朗普总统与妻子梅拉尼娅拥抱，并沉浸在孩子们祝贺的掌声中。

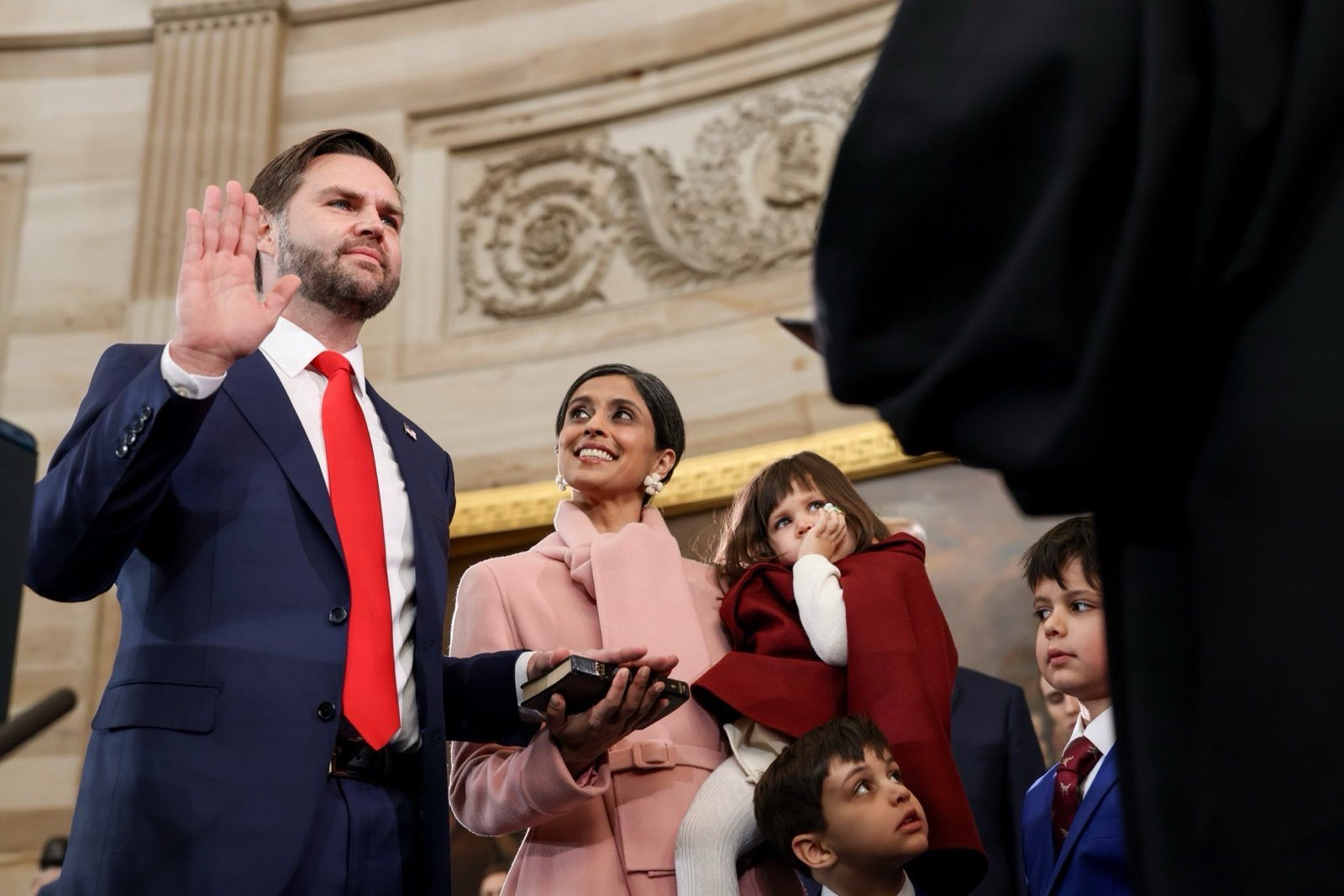
J·D·万斯宣誓就职美国第50任副总统

仪式后，海军陆战队军乐团演唱进行曲《向统帅致敬》，同时21响礼炮鸣放。
随后，特朗普发表就职演讲提及：
|  | 从今天起，美国政府的官方政策是世界上只有两种性别，男性和女性。 |

他还表示有兴趣将巴拿马运河重新置于美国的控制之下。特朗普还表示，贩毒集团将被指定为外国恐怖组织。他声称自己希望被称为和平缔造者，一个国家的实力应该以它结束或阻止了多少场战争来衡量，而不是以它赢得了多少场战争来衡量。他对最近在美国多个州发生的自然灾害的受害者表示声援，并赞扬民权活动家马丁·路德·金，同时批评政治进步人士过度关注种族和性别问题。他表示，美国将在他担任总统期间将宇航员送上火星。他说，对于那些付出努力的人来说，没有什么是不可能的，并以自己出人意料的政治复出为例。他形容自己是被上帝选中的，“比我们250年历史上的任何总统都受到的考验和挑战都多”。特朗普在描述扩张主义议程时援引了“昭昭天命”（Manifest Destiny）一词，并批评了民主党和其他领导人。马斯克疑似在就职典礼上行纳粹礼，引起争议。

### 相关活动
下午1時，前总统乔·拜登与妻子乘直升机离去。下午2点左右，贵客们来到国会国家雕像厅享用就职午宴。下午5点，阅兵式开始，随后总统车队驶过宾夕法尼亚大道。晚上，特朗普在白宫签署多项行政命令，包括：赦免“国会山骚乱”事件中被捕的1,500人、将“墨西哥湾”更名为“美国湾”、暫緩TikTok“不卖就禁”法案75天、从2月1日起，对从加拿大和墨西哥进口的商品征收25%的关税、宣布南部边境进入紧急状态，要求采取加强人员和资源部署、增加物理屏障等措施、停止所有非法移民入境、取消了出生公民权 、废除拜登政府近80项政策，并宣布退出《巴黎協定》与世界卫生组织。

#### 就职舞会

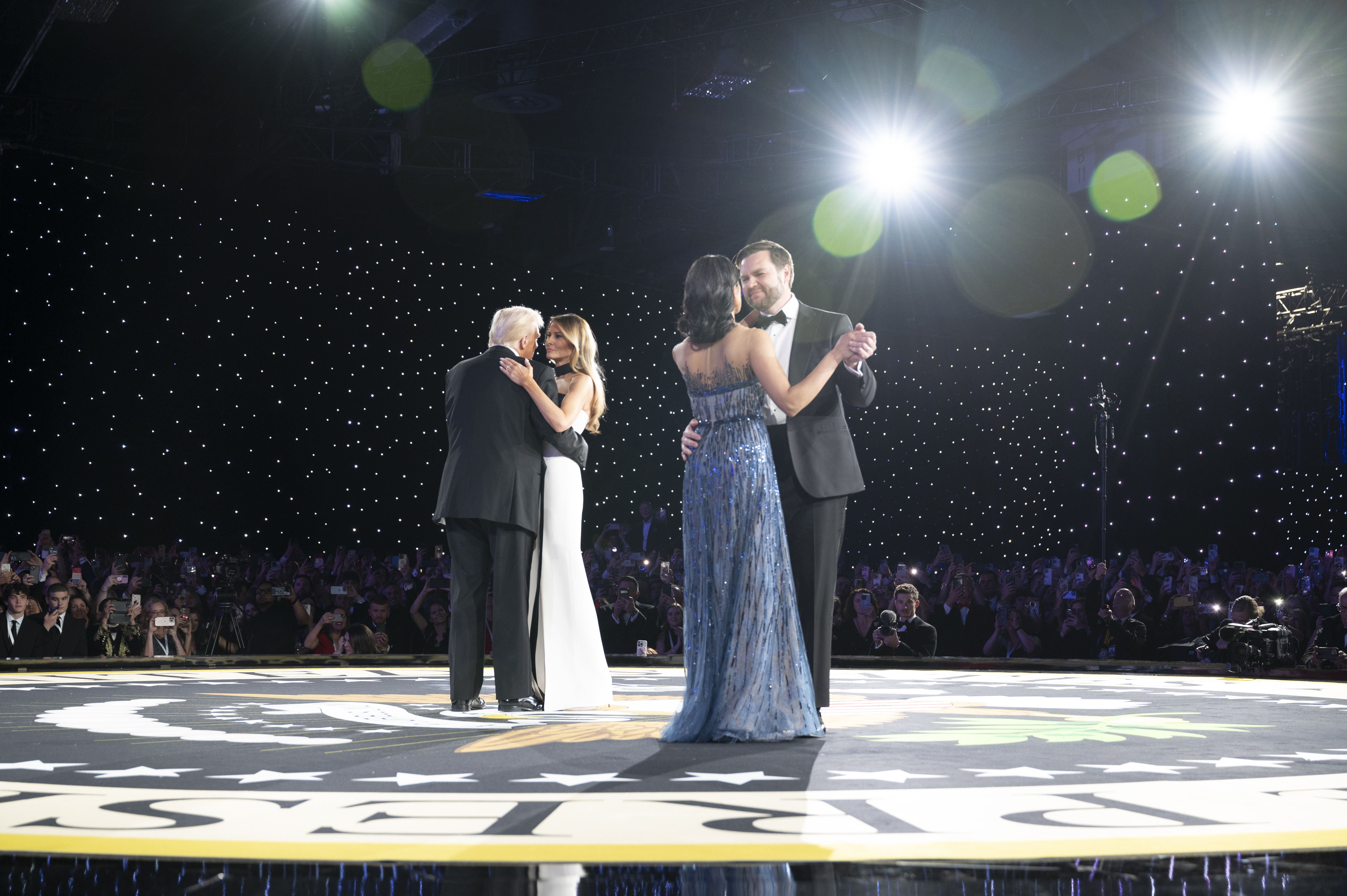
特朗普夫妇（左）和万斯夫妇（右）在华盛顿会议中心的自由舞会上跳舞

通常情况下，就职舞会在就职典礼前后在各个场所举行。总统和第一夫人出席的官方舞会由就职委员会组织。在自由舞会上，特朗普总统和第一夫人梅拉尼娅在万斯副总统和第二夫人乌莎·万斯一旁翩翩起舞，这是就职当日晚上在华盛顿市举行的众多舞会之一。总统和第一夫人参加了多场舞会，其中包括总司令舞会（英語：Commander in Chief Ball），他们在该舞会上向美国军人致敬。

## 事后

### 示威和集会
与特朗普首次就职典礼第二天的妇女游行类似，“人民游行”和“我们反击”集会于就职典礼前后在几个城市举行；“我们反击”集会由人民论坛、争取社会主义和解放党、ANSWER 联盟、美国民主社会主义者、梦想捍卫者、CODEPINK、工会、租户联盟和其他团体在90个地点组织举行。

## 外國嘉賓

### 邀请
特朗普當選美國總統後破例邀請外國領導人出席其就職典禮，打破了1874年有記錄以來不曾有外國領導人參加美國總統就職典禮的情況，特朗普邀請的外國政要包括中华人民共和国主席、中共中央总书记習近平、匈牙利總理奧班·維克多、薩爾瓦多總統納伊布·布克萊、意大利总理焦尔吉娅·梅洛尼和阿根廷總統哈維爾·米萊等人。俄羅斯證實總統沒有收到邀請；而特朗普在接受訪問時稱自己未有邀請烏克蘭總統弗拉基米爾·澤連斯基，但表示如果澤連斯基決定出席會歡迎他。

### 国际反应
中华人民共和国：国家副主席韩正作为习近平的特别代表出席了就职仪式，中国驻美大使谢锋一同出席。
 日本：日本外相岩屋毅、驻美大使山田重夫接受美方的邀请后于当地时间20日在美国首都华盛顿出席了特朗普总统的就职典礼。日本计划参与四方会谈，以求与特朗普政府建立信任关系。
 以色列：以色列总理内塔尼亚胡最初计划参加，但最终没有收到正式邀请。但他于X上发表声明祝贺特朗普第二次就任总统。
 阿根廷：阿根廷总统米莱出席于圆形大厅举行的就职典礼。
 巴西：前巴西总统雅伊爾·波索納洛出席了就职典礼，并于X上祝贺特朗普。
 乌克兰：乌克兰总统泽连斯基于X上发表声明祝贺特朗普就任，并称所有人都必须共同行动将决定世纪将是什么。
 英国：英国前首相鲍里斯·约翰逊和莉兹·特拉斯出席了就职典礼。现任首相施纪贤并未出席。
 印度：印度外长苏杰生出席了就职典礼，并计划参与四方会谈，希望讨论该集团如何改善技术和绿色能源方面的合作。
 ：澳大利亚外长黄英贤出席了就职典礼，并计划参与四方会谈，希望讨论如何推进我们强大的经济和安全伙伴关系，及扩大合作的可行性。
 中華民國：中華民國立法院长韩国瑜率团参与就职典礼，其中韩国瑜和驻美代表俞大㵢在国会大厦游客中心解放厅观礼，而访团其馀成员则在第一资本体育馆观礼。
 義大利：意大利总理梅洛尼出席了就职典礼，希望加强两国的双边关系。

## 注脚
1. ↑  本届在室内举行
2. ↑  曾在特朗普第一任期内任职
3. ↑  1月21日，美国22个州起诉特朗普“剥夺出生公民权”行政命令违宪。